# 法语词典

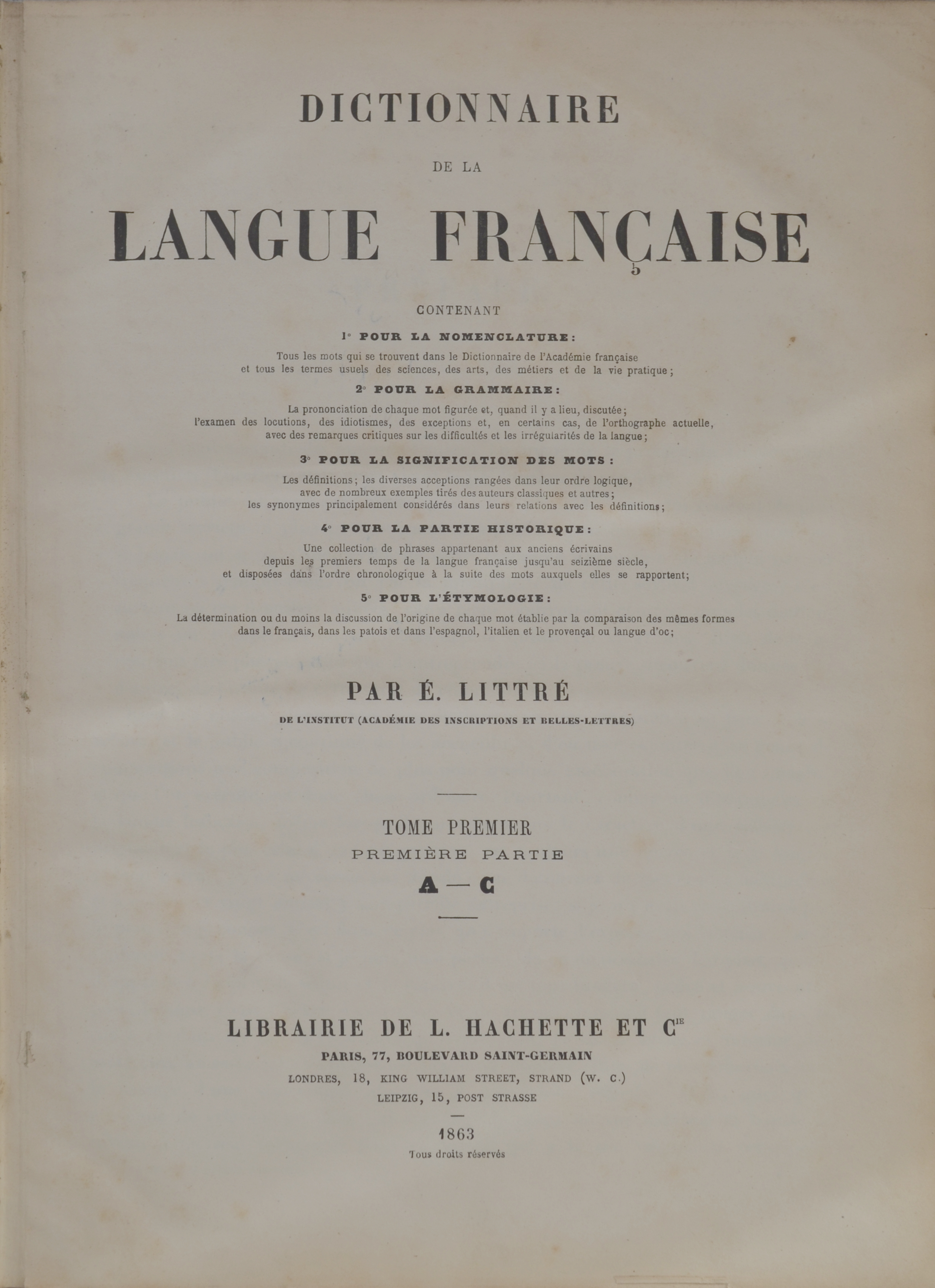

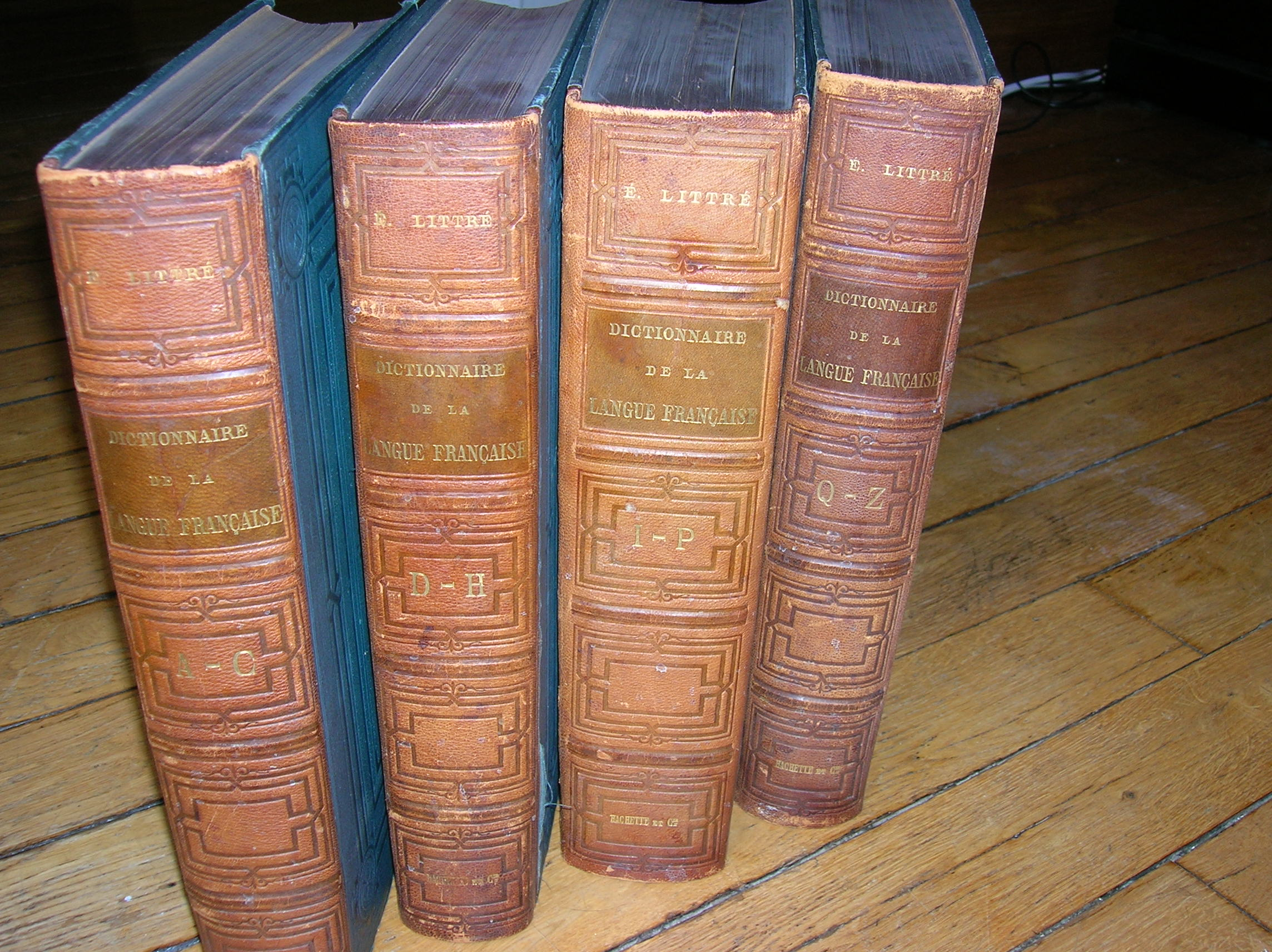

《法语词典》（法語：Dictionnaire de la langue française，發音：[diksjɔnɛʁ də la lɑ̃ɡ fʁɑ̃sɛz]），通称《利特雷词典》（法語：Littré，發音：[litʁe]），是一部由埃米尔·利特雷主编的四卷本法语词典，由阿歇特出版公司于1863年-1873年间出版。进入21世纪后，该词典的精简版本《新利特雷词典》（Le Nouveau Littré）和《新小利特雷词典》（Le Nouveau Petit Littré）问世。